# Osmán Avilés
Osmán Avilés, nombre literario de Osmany Pérez Avilés, nació en La Habana  el 15 de enero de 1979. Es un poeta y ensayista cubano americano, que reside en San Juan, Puerto Rico, ciudad a la que se mudó en 2019 para matricularse en la Universidad de Puerto Rico, donde estudió la Maestría en Artes con concentración en Estudios Hispánicos.

## Biografía
Interesado en la poesía femenina, y dentro de ella, la caribeña, se ha destacado por el estudio de las poetas cubanas Dulce María Loynaz y Serafina Núñez y la poeta puertorriqueña Julia de Burgos. Además, ha revisitado en sus ensayos las obras de diversas poetas cubanas, a las cuales ha dedicado también páginas críticas, entre ellas: Nieves Xenes, María Villar Buceta, Cleva Solís, Georgina Herrera, entre otras autoras. Dentro del grupo de los llamados poetas antólogos, su obra El manto de mi virtud mereció el elogio de la crítica, al tratarse de una muestra geográfica de jóvenes poetas del siglo XXI en la Isla, al cual acompañara otra muestra de poetas uruguayos, realizada por el editor de dicha publicación, el intelectual Alfredo Coirolo. Además, el título Sonetos escogidos de Serafina Núñez, con selección y prólogo de Avilés, constituye un valioso acercamiento a una de las sonetistas de mayor cultivo de esa forma estrófica, del siglo XX en Cuba. Su poesía, en constante cambio, ha sido valorada por importantes autores como Roberto Manzano Díaz y Luis Álvarez de Cuba y Rafael Courtoisie de Uruguay luego de la publicación de su primer cuaderno poético La persistencia de los fragmentos, editado en Montevideo. Osmán Avilés se graduó de Maestría en Artes con concentración en Estudios Hispánicos en 2022 y continúa viviendo en Puerto Rico, territorio de los EE. UU., donde ejerce la docencia y realiza estudios doctorales.

## Obra
- Pilares de un reino. Una incursión por la obra de Dulce María Loynaz. Ediciones Extramuros, La Habana, 2008.
- Sonetos escogidos, de Serafina Núñez [Selección y prólogo de Osmán Avilés]. Editorial Oriente, Santiago de Cuba, 2009.
- El manto de mi virtud. Poesía cubana y uruguaya del siglo XXI. [Selección, prólogo y presentaciones de Osmán Avilés y Alfredo Coirolo]. Ministerio de Relaciones Exteriores del Uruguay, Universidad del Trabajo de Uruguay y Editorial Letras Cubanas, Montevideo, 2011.
- Los extraños monzones. Ediciones Extramuros, La Habana, 2011.
- La persistencia de los fragmentos. Ministerio de Relaciones Exteriores del Uruguay y Universidad del Trabajo de Uruguay, Montevideo, 2011.
- Serafina Núñez: la verdad amaneciendo. Editorial Unos & Otros. Miami, 2015.
- Interpelaciones. Editorial Exodus. Miami, 2018.
- Impertinencia de las dípteras. Antología sobre la mosca.[Selección de Milho Montenegro y Osmán Avilés y prólogo de Osmán Avilés].Editorial Exodus. Miami, 2019.
- Un vintage en la basura. [Edición bilingüe en español e inglés. Traductor: Josué Nieves] Editorial Cuban Artists Around the World. Miami, 2021.
- Las metamorfosis del agua en la poesía de Julia de Burgos.[Prólogo de Mercedes López Baralt] Editorial Isla Negra. San Juan, 2022.
- Los remanentes de un vintage. Editorial Verbum. Madrid, 2022.
- Canto a la Isla Amada y otros poemas.[Prólogo de Luis Álvarez] Editorial Verbum. Madrid, 2024.

## Premios
- Tercer Premio en el IV Coloquio “… en el Jardín” en el centenario de Dulce María Loynaz por el Instituto de Literatura y Lingüística  de La Habana e Instituto Cubano del Libro (2002).
- Premio en el Concurso “Juan Francisco Manzano”, La Habana (2007).
- Mención en el Concurso “América Bobia” de Ediciones Vigía, Matanzas (2007).
- Mención en el género poesía en Concurso Nacional “Luis Rogelio Nogueras” (2008).
- Premio de ensayo en el Concurso Nacional “Luis Rogelio Nogueras” por el Centro Provincial del Libro y la Literatura de La Habana y la Editorial Extramuros (2010).
- Premio Altas Distinciones por el Departamento de Estudios Hispánicos de la Universidad de Puerto Rico-recinto Río Piedras (2022).
- Premio “Ricardo Alegría” de la Academia Puertorriqueña de la Lengua Española (2022).